# 404NOTFOUND
404NOTFOUND — японская группа из пяти участников, играющая в стиле Nagoya Kei. Они образовались в августе 2006 года и взяли своей название по коду интернет-ошибки. Музыканты на сцене стимулируют и поглощают аудиовизуальные чувства зрителей, призывая их к активности у сцены. Своими выступлениями они придают новый эмоциональный опыт, смешивая всевозможные стили и приёмы.

## История
Едва образовавшись, 404NOTFOUND сразу стали активно выступать, разделяя сцену с прочими коллективами различных жанров. Однако в апреле 2007 года группу покинул вокалист. В сентябре, спустя 5 месяцев, на его место пришёл Tomoyoshi, привнеся в группу новую энергию. Одновременно с этим 404NOTFOUND продолжали развивать свой собственный стиль, выступая на различных мероприятиях в Нагое.
В 2008 году группа отправилась в свой первый зарубежный тур — в Южную Корею. Тур прошёл с большим успехом, и в августе, они снова вернулись в Сеул, чтобы выступить в Тондучхоне, столице корейского рока, на одном из самых крупных open-air фестивалей в Корее — Dongducheon Rock Festival. С 15 по 17 августа на сцену фестиваля вышли 50 групп из Кореи, США и Японии. Японию вместе с 404NOTFOUND представляли такие известные японские коллективы как ANTHRAX, OUTRAGE, Survive и NICOTINE.
Спустя месяц, 23-го сентября 2008 года, 404NOTFOUND приняли участие в мероприятии, организованном известным во всему миру японским брендом одежды, PEACE MAKER. Концерт проходил в Осаке, в CLUB DROP.
Спустя месяц они отправились на Окинаву, там они выступали в рамках трёхдневного фестиваля ROCK POINT '08, который проходил с 24 по 26 октября в 7th Heaven Koza в административном центре острова, городе Наха. 404NOTFOUND с большим успехом отыграли в заключительный день фестиваля вместе с 2side1BRAIN, Shady Glimpse, Welcome Rockin Show и DJ TOMO.
9 июня 2009 года 404NOTFOUND выпустили свой первый полноценный альбом VOICE. Будучи инди-командой, они сумели записать качественный материал, не уступающий по профессионализму многим мейджер-группам. И в феврале 2010 года, они разогревали группу OUTRAGE на их концерте в Нагое в рамках их RISE TOUR’а.
Однако спустя месяц после концерта группу покинул гитарист Tomoking. А в августе официальный сайт группы омрачило ещё одно объявление, вокалист Tomoyoshi тоже заявил о своём уходе.
Замену ушедшим участникам 404NOTFOUND нашли уже к октябрю, назначив концерт в Yokkaichi CLUB CHAOS на 23 октября 2010 года, где и были представлены 陽斗-akito- (бывший вокалист группы meth.) и 英-hide- (бывший гитарист callbrande). Они сильно изменили звук группы выведя его на новый качественный уровень. Результат этих изменений был выпущен 11 февраля 2011 года на их первом сингле MY MUSIC LIFE, который вышел ограниченным тиражом для продажи на концертах.
22 апреля 404NOTFOUND выступали на разогреве у BULL ZEICHEN 88 на одном из концертов в рамках 7DAYS WAR, для которого был организован специальный отбор среди групп приславших заявки. Принять участие мог любой коллектив при условии выполнения необходимых требований, и 404NOTFOUND были одними из 7 победителей и открывали 4-й день в линейке из семи концертов в Takadanobaba CLUB PHASE.
В мае 2012 года были анонсированы сразу два новых сингла 404NOTFOUND. Первый из них START LINE вышел 13 июня, следующий запланирован на 11 июля. Он будет называться CROSS YOUR HEART. К этому событию группа приурочила серию концертов в Осаке, Нагое, Токио и других японских городах, где они разделят сцену со своими коллегами по музыкальному цеху, такими как BLUE PARADOGS, Bring into A Silence, almosphere, FROM ADAM ON DOWN и другими. А завершится этот тур 3-го августа сольным концертом в Nagoya ell.FITs ALL под названием START LINE / CROSS YOUR HEART — RELEASE PARTY.

## Дискография

### АЛЬБОМЫ
- 09 июня 2009 — VOICE

### СИНГЛЫ
- 11 февраля 2011 — MY MUSIC LIFE
- 13 июня 2012 — START LINE
- 11 июля 2012 — CROSS YOUR HEART